# Ta glavna Urša

Ta glavna Urša je mladinski roman, ki ga je napisal slovenski mladinski pisatelj Smiljan Rozman. Prvič je knjiga izšla leta 1981 pri Prešernovi družbi, ponovni izdaji pa sta bili leta 1985 pri založbi Mladinska knjiga in leta 1996 pri založbi Karantanija.

## Vsebina
Roman govori o glavni junakinji Urši, ki je osnovnošolsko dekle in je na začetku knjige še otrok skozi knjigo pa prehaja v obdobje pubertete, v prvo zaljubljenost in dozoreva tudi v vse bolj treznem razmišljanju. Spremljamo jo na družinskem izletu v Trst, ko se odpravijo po nakupih, kjer mama Urši kupi rdečo jopico. Urša je bila na jopico izredno ponosna in je bila prepričana, da ima najlepšo jopico v šoli. Vendar je kmalu opazila, da njena prijateljica Alenka nosi enako jopico. Sprva sledi otroško ljubosumje in jeza, vendar se dekleti dogovorita, da bosta jopico nosili izmenično, vsaka en teden.
Nato v šoli organizirajo zbiranje starega papirja. Sošolec Jaka, s katerim se Urša neprestano prepira (vendar ji je v resnici všeč, a se le tega še ne zaveda), povabi v svojo skupino Uršini prijateljici  Barbaro in Tatjano. Urša je jezna in se odloči, da bo sama prinesla toliko papira, da bo zmagovalka ona in jim bo tako zagodla.  Nato pa pride šolski izlet na Šmarno goro. Urša se spet spre z Jako in zbeži proč. Zapleza se in znajde se nad prepadom. Reši jo profesor športne vzgoje in Urša se malce zaljubi vanj. Pa postane Jaka ljubosumen in ker želi narediti na Uršo vtis ji reče, da bo izdelal zmaja in poletel z njim. Jaku res uspe narediti zmaja. Polet gredo gledat vsi sošolci. Polet sicer uspe, a ob pristanku si Jaka zvije gleženj. Urša ga tolaži. Naslednje dni, ko Jaka ne more v šolo, mu Urša prinaša zvezke. Jaka zanjo izrezlja konjička. Ob odhodu pa ji ukrade poljubček. Urši je nerodno in zbeži domov. Naslednji dan dedek podari Urši lepo ogrlico. Urša se nato odpravi z nalogami k Jaki. Zaljubljenca si povesta, da sta si všeč in se poljubita. Pri tem se Uršina ogrlica strga. Z Jako pobereta kroglice in Jaka ji obljubi, da ji bo ogrlico popravil. Urša pa pomisli, da tudi v ljubezni ne gre vse gladko.
D.T.

## Glavne osebe
URŠA-  Kličejo jo tudi Urška Uršika, Uršekin Urš. Frizuro ima tako kot Brigitte Bardot. Je malo domišljava, čeprav sama zase ne misli tako. Njeno razpoloženje se lahko v hipu zelo spremeni.
JAKA- Uršin sošolec. Ima dolge skuštrane lase. Urša pravi da so ala Beatles. Všeč so mu bojne ladje, Uršin dedek in vse, kar mu on pove.
PAPAČI- Tako Urša kliče svojega očeta, ko hoče postati odrasla ga začne klicati oče. Nikakor ne razume, zakaj ženske nakupujejo tako dolgo.
MAMICA- Sovraži besedo cvek. Kasneje jo začne klicati mama.
DEDEK- Je upokojen mornariški oficir. Cele ure pripoveduje o bitkah in ladjah iz prve in druge svetovne vojne. Ima mornariške brke in je zelo prijazen. Zelo dobro računa in pomaga Urši pri matematičnih domačih nalogah.
TATJANA-Uršina sošolka in včasih najboljša prijateljica.
BARBARA- Uršina sošolka in včasih najboljša prijateljica.
GLAS- Uršo spremlja na vsakem koraku in ji, ko dvomi, pomaga z nasveti, ki včasih niso najbolj pametni.

## Izdaje
- Prva izdaja iz leta 1981 (COBISS)
- Druga izdaja iz leta 1985 (COBISS)
- Tretja izdaja iz leta 1996 (COBISS)

## Zbirka
Roman je izšel v zbirki Moja knjižnica pri založbi Mladinska knjiga.